# Zunft zu Gartnern (Basel)

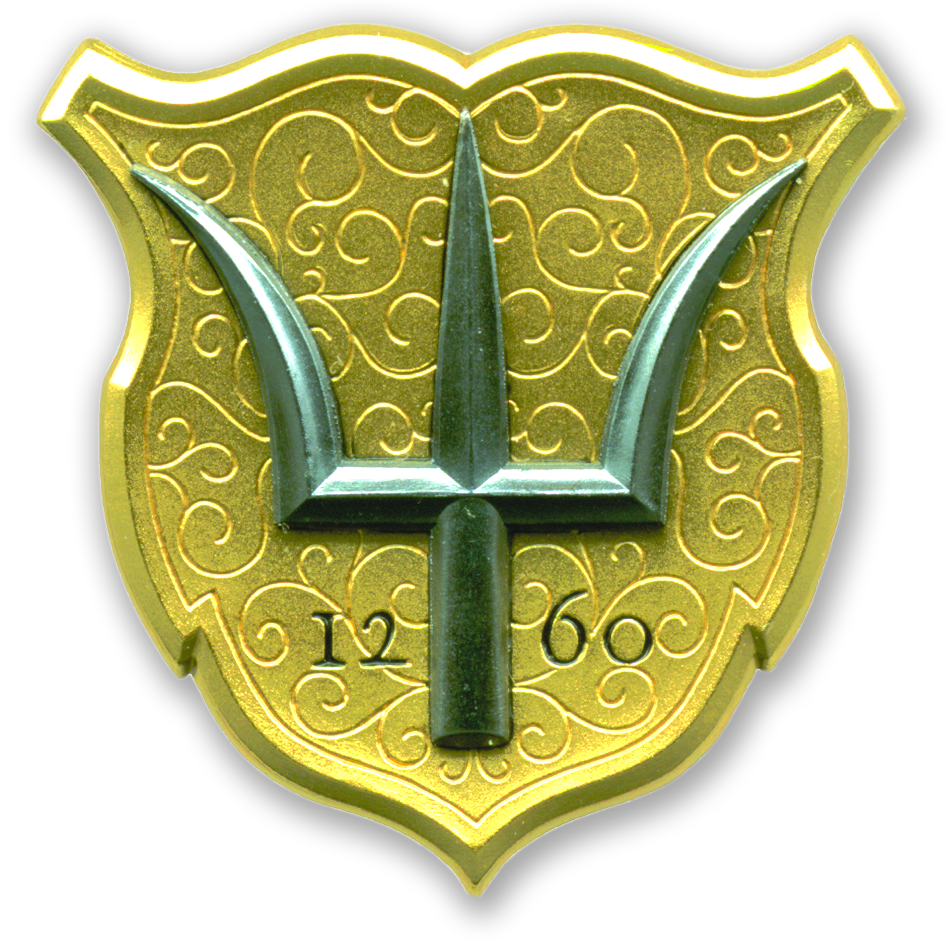
Zunftabzeichen der E. Zunft zu Gartnern

Die Ehrenzunft zu Gartnern ist eine der neunundzwanzig in der Schweizer Stadt Basel bestehenden Zünfte, Gesellschaften und Korporationen. Ihre Gründung wird um das Jahr 1260 datiert. Sie gehört somit zu den ältesten Zünften der Stadt Basel.

## Zunftwappen
Das Zunftwappen zeigt eine schwarze Zettelgabel auf gelbem Grund. In älteren Darstellungen hat die Gabel noch einen roten Stiel. Bis zum Beginn des 19. Jahrhunderts war die Grundfarbe des Wappens weiss statt gelb.

## Zunftbrief

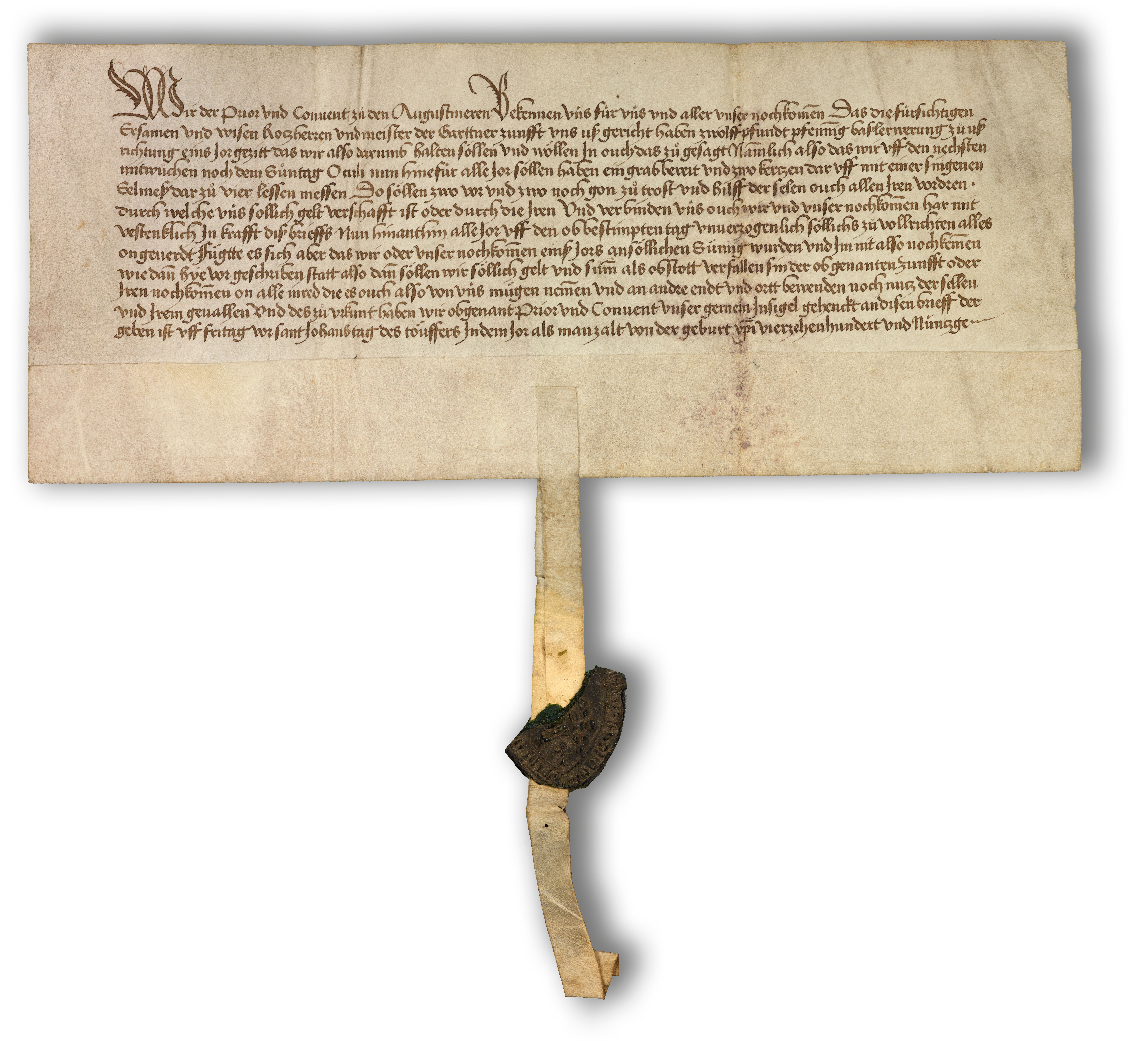
Zunftbrief der E. Zunft zu Gartnern

Der von Bischof Heinrich von Neuenburg ausgestellte Zunftbrief ist im Basler Staatsarchiv deponiert. Er gilt als der erste seiner Art, der in deutscher Sprache abgefasste worden ist. Das als Ausstellungsdatum angegebene Jahr 1260 wirft allerdings einige Fragen auf. Denn im Text des Zunftbriefes ist die Datumszeile nicht vollständig. Sie scheint in der Mitte des Pergamentes ohne jedes Zeichen eines Schlusses abzubrechen: «..tusend zweihundert sechzik». Es fehlen also mehrere Worte, nämlich «und ... iare» sowie die genaue Datumsangabe.
Der Vorgänger von Heinrich, Bischof Berthold II. von Pfirt, erlitt wohl 1261 einen Schlaganfall. Ab dieser Zeit amtete Heinrich als Koadjutor des gelähmten Berthold. Nach dessen Tod am 10. Dezember 1262 liess sich Heinrich zum Bischof wählen. Die päpstliche Bestätigung traf aber erst 1264 ein. Bis dorthin unterzeichnete Heinrich die Urkunden als electus (Erwählter) und nicht als Bischof. Ein weiteres Indiz für das Ausstellungsdatum liefert der Im Zunftbrief erwähnt Hinweis, dass «nicht marktgerechte Ware an das Spital abgeliefert werden müsse». Das städtische Spital in Basel wurde 1264/1265 zwischen Barfüsser- und Kaufhausgasse eröffnet. Somit gehen Historiker davon aus, dass der Gartnernzunftbrief frühestens am Ende des Jahres 1264 ausgefertigt worden ist.

## Gartnernzünftige Berufe
Neben «dien gartnern, dien obzern und dien menkellern» (Gärtner, Obster und Kleinhändler/Gremper) wurden im Laufe der Jahre weitere Berufe der Gartnernzunft zugeteilt. Es sind dies: Gärtner, Obster, Gremper, Oeler, Stämpfer, Habermelver, Grieser, Bräter, Lebkucher, Zuckerbäcker, Pastetenbäcker, Korbmacher, Gabelmacher, Rechenmacher, Karrer, Fuhrleute, Postillione, Karrensalber, Wirte, Köche, und Seiler. Abgesehen von der Safranzunft umfasste keine Basler Zunft derart viel verschiedene Berufsgattungen.
Unter Gärtner und Obster sind Männer und Frauen zu verstehen, die ihr selbst angebautes Gemüse bzw. Obst auf dem Markt feil boten. Gremper verkauften hauptsächlich Lebensmittel (Viktualienhändler) wie Käse, getrocknete Fische, Vögel, Honig oder Salz. Oeler und Stämpfer waren für Produktion und Verkauf von Speiseoel zuständig, die einen mittels Mahl-, die anderen mit Stampfmühlen. Habermelver und Griesser trieben Handel mit gemahlenen Getreideprodukten. Die Bräter verfertigten und verkauften Würste. Die Karrer transportierten die Waren mit einfachen, oft durch Menschenkraft in Fahrt gesetzten Handwagen, während die Fuhrleute Pferde- oder Ochsengespanne führten. Bräter, Lebkucher, Zuckerbäcker, Pastetenbäcker, Korb-, Gabel- und Rechenmacher waren wohl ursprünglich nur saisonale Beschäftigungen, welche von Gärtnern und Obstern nebenher betrieben wurden und ihnen über die ertragsschwache Winterzeit hinweghalfen.
2017 erweiterte die Zunft ihr Berufsspektrum, indem sie auch sämtliche Berufe der IT-Branche offiziell in die Liste gartnerzünftigen Berufe aufnahm, mit der Begründung, die modernen Kommunikationstechnologien seien an die Stelle der alten Informationsübermittler wie die Postillone getreten.
Zusammenfassend lässt sich feststellen, dass die Zunft zu Gartnern ebenso wenig eine Herren-(Handels-) als auch eine Handwerkerzunft ist. Vielmehr versammeln sich in der Gartnernzunft – mit Ausnahme der Seiler – eigentliche Dienstleistungsberufe.

## Geschichte
Da ein Zunftbrief meist keine eigentliche Gründungsurkunde darstellt, sondern vielmehr die Bestätigung einer schon vorhandenen Korporation ist, lässt sich das Alter der Zunft zu Gartnern nicht genau festlegen, Sie dürfte aber älter sein als das im Zunftbrief erwähnte und zweifelhafte Jahr 1260.
Schon früh – nämlich 1301 – trat der Zunftmeister zu Gartnern, Chuonzi Egelolf, als so genannter «Fünfer» (= Mitglied der Baukommission) in einem öffentlichen Amt in Erscheinung. In der Handfeste, die Bischof Johann II. Senn von Münsingen 1337 erliess, werden erstmals Ratsherren der Zünfte erwähnt. Aus dem Jahr 1357 ist die erste Ratsliste erhalten. Die Zunft zu Gartnern steht dabei an 10. Stelle der Zünfte. Die damals gewählte Reihenfolge gilt noch heute. Ab 1382 sassen auch noch die Zunftmeister im Rat. Eine entscheidende Rolle spielten die Vertreter der Zunft zu Gartnern dabei nicht. Auch nachdem 1516 mit Jakob Meyer zum Hasen der erste Zünfter ins Amt des Bürgermeisters gewählt worden war, gelangte die Zunft zu Gartnern nicht zu grosser politischer Bedeutung, stellte sie doch bis Ende des 19. Jahrhunderts lediglich 5 Bürger- und (gar seit 1382) nur 8 Oberstzunftmeister.
Im Zeitalter der Reformation stand das Zunfthaus zu Gartnern im Brennpunkt des Umsturzes. Am 23. Dezember 1528 versammelten sich dort über 500 evangelische Gesinnte und reichten dem Rat eine Petition zur sofortigen Einführung der Reformation in Basel ein. Mehrere Tage verblieben die Bittsteller im Zunfthaus, bis sie eine entsprechende Zusage erhielten.
Am 18. Januar 1798 stimmten die Angehörigen der E. Zunft zu Gartnern – wie alle anderen Zünfte auch – den revolutionären Forderung der Landbevölkerung zu und schuf sich damit quasi selber ab. Durch die Mediationsakte von 1803 konnten sich die Zünfte wieder etablieren. Umgehend versuchte die Gartnernzunft Personen, die zünftige Berufe ausübten, zur Annahme der Zunft zu zwingen. Ein Unterfangen, dem mit der Industrialisierung und dem schnellen Anwachsen der städtischen Bevölkerung immer weniger Erfolg beschieden war.
Im Laufe der nächsten Jahrzehnte verlor die Gartnernzunft alle überlieferten Rechte und Pflichten, wie die Aufsicht über Gewicht und Masse (1837) oder das Löschwesen (1859). Einschneidender war die Einführung der Gewerbefreiheit auf der Ebene des Bundes (1848) und des Kantons (1875). 1872 wurde der Zunftzwang endgültig abgeschafft. 1881 schliesslich verloren die Zünfte die Aufsicht über das Vormundschaftswesen und wurde als öffentlich-rechtliche Korporation unter die Aufsicht der Bürgergemeinde Basel gestellt.
Mit dem neuen Zunftreglement stellte die Bürgergemeinde 1990 die Frauen den Männern gleich. 2008 öffnete sich die Gartnernzunft als zweite Basler Zunft nach der E. Zunft zu Schneidern den Frauen.

## Zunfthaus

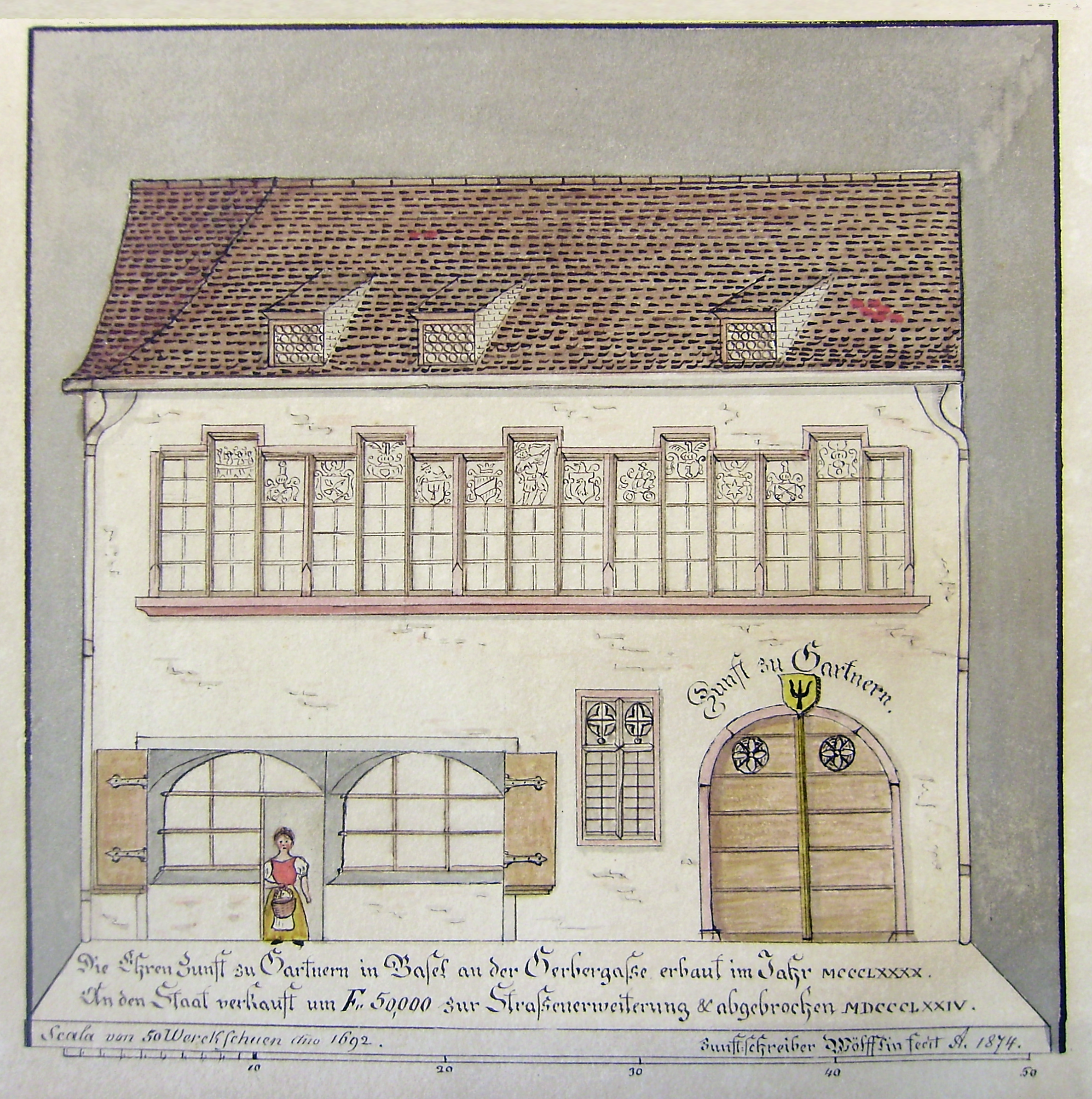
Zunfthaus der E. Zunft zu Gartnern 1874

Ob und wo die Zunft im ersten Jahrhundert ihres Bestehens ein Zunfthaus besessen hat, lässt sich aus den Akten nicht mehr erschliessen. Jedenfalls muss ein allfälliges Gebäude mit dem grossen Basler Erdbeben 1356 untergegangen sein, da die erhaltenen Zunfturkunden (mit Ausnahme des Zunftbriefs) erst nach diesem Datum einsetzen. Das Haus zum Hahn an der Gerbergasse 38 (heute 40) befand sich um 1300 im Besitz des Stiftes St. Leonhard. Das Zunfthaus der Gartnern an der wurde erstmals 1364 in einem Schiedsspruch von Bürgermeister und Rat wegen eines Sodbrunnens zwischen der Gartnern- und der Schneidern-Liegenschaft erwähnt. Die Zunft war zuerst nur Mieterin bzw. Teilbesitzerin des Hauses. Erst mit der Reformation ging die Gebäulichkeit endgültig in den Zunftbesitz über.
Das Zunfthaus bestand aus dem Vordergebäude, zwei Innenhöfen und dem Hintergebäude am Gerbergässlein 5. Das älteste Relikt des Zunfthauses ist der so genannte «Löwenstein», ein Türsturz von 1460/80. Eine Renovation oder ein Umbau des Zunfthauses dürfte im Jahre 1618 erfolgt sein, denn der Schlussstein des Portals trägt neben dem Wappen der Zunft auch die erwähnte Jahreszahl. 1710 fand die letzte grössere Renovation statt. Insbesondere der grosse Zunftsaal wurde damals mit einem barocken Buffet (Anrichte), einer Wandvertäfelung und einer geschnitzten Supraporte neu gestaltet. Im Jahre 1840 präsentierte sich das Haus «auf bedauernswerte Weise». Der Vorstand liess vom Architekten Amadeus Merian Pläne für einen Neubau anfertigen. Dieser unterblieb dann aber wegen des mageren Zunftsäckels.
1874 kam die ganze Liegenschaft auf dem Expropriationsweg als abbruchreif gegen eine Entschädigung von Fr. 50'000.– in die Hand des Staates und musste der Verbreiterung der Gerbergasse weichen. Die Zunft erhielt neben den anderen «heimatlos» gewordenen Zünften zu Gerbern und zu Schneidern Stubenrecht im Mueshus (Spalenvorstadt 14). 1899 ging auch diese Stube verloren.

## Verbleib der Zunftgüter
Die Kunstgegenstände der Gartnernzunft sind heute an verschiedenen Orten zu finden. Möbel, Glasgemälde und anderes sind im Historischen Museum Basel deponiert. Das Buffet, das 1996 fachgerecht restauriert worden ist, ist das einzige barocke Zunftbuffet, das sich noch in Basel befindet. In der Zunftstube im Restaurant zum Goldenen Sternen befinden sich die Supraporte von 1710, Bilder des Zunfthauses, ein Porträt des gartnernzünftigen Oberstzunft- und Bürgermeisters Franz Robert Brunschwiler (1635–1690) sowie einige Trinkgefässe, wobei insbesondere auf den prächtigen silbernen Deckelpokal mit bekrönender Figur eines Gärtners aus dem Jahre 1860, den gediegenen Fayencekrug aus dem 18. Jahrhundert und auf die als Trinkgefäss verwendete Glasgabel hinzuweisen ist. Der «Löwenstein» von 1460/80 befindet sich beim Eingang zur Zunftstube. Der grosse Türstein von 1618 ruht heute als Depositum im Heimatmuseum der Rebmessernzunft in Reinach/BL. Die Vertäfelung von 1710 ist im ersten Stock des Mueshauses angebracht.
Protokoll-, Rechnungs-, Ordnungsbücher sowie andere Zunftakten liegen im Staatsarchiv Basel.

## Zunftstube
Am 1. März 1973 wandten sich Meister und Vorgesetzte an den Architekten Albert Bonnet, der den Wiederaufbau des Goldenen Sternen im St. Albantal durchführte, mit der Bitte, dort eine Zunftstube einrichten zu können. Bald kam mit der Bauherrschaft eine gütliche Einigung zustande. 22 Stabellenstühle mit dem holzgeschnitzten Zunftwappen wurden angeschafft und Reproduktionen von zwei Glasscheiben an den Fenstern angebracht. Die eine der beiden Scheiben, welche von Hieronymus Vischer 1615 erstellt wurde, zeigt ein Zunftessen der Seiler. Die zweite von Hans Georg Wannenwetsch stellt den Bannerherrn der Gartnern dar und wurde 1640 erstellt. Am 11. Februar 1975 wurde die Zunftstube offiziell eingeweiht und seither besitzen die Gartnern wieder ein «Zuhause». 1993 wurde die Zunftstube renoviert und umgestaltet. So wurde etwa der neue Leuchter mit Zunftwappen über dem Tisch installiert.
Im Parterre des Goldenen Sternen hängt eine moderne Interpretation der Wappengabel, eine «der Gabelstein» betitelte Steinmetzarbeit des Künstlers René Küng von 1998.

## Gegenwart
Die E. Zunft zu Gartnern kennt keine streng an die traditionelle Berufsverbundenheit behaftete Aufnahmerestriktionen wie sie heute noch z. B. bei der Zunft zu Spinnwettern üblich sind. Schon seit dem Mittelalter sind neben den durch ihren Beruf zu Gartnern zünftigen Bürgern auch Geistliche, Gelehrte und Beamte ihrer gesellschaftlichen Position oder politischen Funktion wegen der Zunft beigetreten.
Nach aussen hin ist die Korporation heute Zeugin des wirtschaftlich-politischen Werdens der Stadt. Sie leistet aktuell verschiedene Dienste für die Allgemeinheit. Neben jährlichen Vergabungen an wohltätige oder kulturell-tätige städtische Institutionen tritt sie seit 1984 an der jährlichen Jungbürgerfeier sowie seit 1998 im Rahmen der Aktion «Basel besser kennen lernen» an den Anlässen für die Neueingebürgerte öffentlich in Erscheinung. Mit dem Zunftpfleger ist die Gartnernzunft auch Teil der 1997 gegründeten Aktion «Zunftbrüder in Not», welche Zunftangehörige in schwierigen Lebenssituationen ideell oder materiell unterstützt.
Am 1991 gegründete «Basler Banner», dem Informationsblatt für sämtliche Korporationen, waren Zunftangehörige zu Gartnern stets in leitender Funktion vertreten.
In unregelmässigen Abständen tritt die Zunft zu Gartnern mit der Pflanzung von Bäumen im öffentlichen Raum in Erscheinung, letztmals 2011, als am Lindenberg eine Winterlinde gesetzt wurde.
Im 1994 verabschiedeten und 2017 vollständig überarbeiteten Leitbild bekräftigt die E. Zunft zu Gartnern ihren Willen zur Offenheit gegenüber allen Interessierten, ihr Interesse an Basels Vergangenheit, Gegenwart und Zukunft und ihr soziales Engagement. Ebenso wollen Vorgesetzte und Zunftangehörige das gesellschaftliche Leben in der Zunft pflegen und aktiv fördern, insbesondere die Kameradschaft, die Zusammengehörigkeit und das gegenseitige Verständnis, sowohl zwischen den Generationen als auch zwischen den gesellschaftlichen und sozialen Schichten.

## Aktivitäten
Das zünftige Leben der Gartnernzunft beginnt Anfang Januar mit einer wieder auferstandenen Tradition. Meister und Vorgesetzte laden zwei Gäste zu einer «Neijoors-Gallere» (Aspik) ein. Drei Mal im Jahr können alle Zunftangehörigen wie auch nichtzünftige Gäste an den Zunftstämmem teilnehmen, die jeweils auch einen kulturellen Teil beinhalten. Am 17. März, dem Tag der heiligen Gertrudis, der Schutzpatronin der Gärtner, laden Meister, Vorgesetzte und Altvorgesetzte ihre Partnerin oder Partner zu einem Essen ein. Anfang Mai werden Zunftbrüder, Zunftschwestern und Gäste zur Maibowle geladen. Seit 1995 wird hier das Jahrbuch der E. Zunft zu Gartnern, die erste Publikation ihrer Art in Basel, abgegeben. Alternierend zu auswärtigen Zunftfahrten wird alle zwei Jahre im Juni im grossen Saal des Goldenen Sternen das Zunftessen abgehalten. Nach der Sommerpause findet der Herbstanlass statt. Zunftbrüder und Zunftschwestern können mit Angehörigen und Freunden daran teilnehmen. Ende Oktober laden Meister und Vorgesetzte ihre Gäste zum traditionellen Franziskus-Määli ein, das auf ein Legat des im Jahre 1690 verstorbenen Oberstzunft- und Bürgermeisters Franz Robert Brunschwiler-Hummel zurückgeht und ursprünglich testamentskonform am Namenstag des Heiligen Franziskus von Assisi (4. Oktober) abgehalten wurde. Im November findet ein «Zunftreferat» statt, zu dem ebenfalls alle Zunftbrüder und Zunftschwestern mit Angehörigen und Freunden eingeladen sind.

## Zunftchor und Zunftspiel
Von 1926 bis 1983 gab es einen Zunftchor, der sich aus Zunftbrüdern zusammengesetzt hatte und die geselligen Anlässe mit Liedern und Gesang verschönerte.
Heute werden die Anlässe jeweils durch die Darbietungen des Zunftspieles umrahmt. Dieses wurde 1976 gegründet und tritt seit 1993 in Kostümen in den Zunftfarben gelb und schwarz auf. Das Zunftspiel besteht aus Pfeiferinnen, Pfeifern und Trommlern.

## Publikationen
Seit Mai 1987 gibt die Zunft zu Gartnern eine zunftinterne Publikation heraus. Die «Gartnere Zunft-Zytig» erfuhr 1994 und 1998 Umgestaltungen und heisst heute «Gartnere Gable». Sie erscheint drei Mal jährlich.
Die Zunft zu Gartnern publiziert seit dem Jahr 1995 alljährlich ein Jahrbuch mit den verschiedensten zunftnahen Themen, die sowohl aus historischer Sicht, aber auch mit Bezug auf Gegenwart und Zukunft abgehandelt werden. Die Vorstellung des Jahrbuches findet jeweils an der Maibowle statt.

## Frauen in der Zunft
Die geänderte Basler Zunftordnung besagt, dass «jede wohlbeleumdete Person» ab 18 Jahren mit Stadt-Basler Bürgerrecht aufgenommen werden kann. In der alten Version von 1881 war noch explizit von Männern die Rede, obwohl auch Frauen nachweislich vom Mittelalter bis ins 19. Jahrhundert zünftig waren.
Die Zunftordnung von 1990 hielt fest, dass eine Zunft durch Beschluss der Zunftversammlung Frauen und Männer gleichstellen kann. Mit dieser «Kann-Formulierung» oblag der Entscheid also noch den Zünften selbst. Die Zunft zu Gartnern beschloss im Jahr 2008, Frauen als vollwertige Zunftmitglieder aufzunehmen.
Mit einer Änderung der Zunftordnung fiel 2021 die «Kann-Formulierung», womit Frauen das gleiche Recht auf eine Zunft-Aufnahme haben wie Männer.

## Mitglieder (Auswahl)
- Franz Robert Brunschwiler (1635–1690),[2] Handelsherr, Oberstzunftmeister, Bürgermeister
- Johannes Husschin, genannt Oekolampad (1482–1531), Theologe, Humanist, Reformator von Basel
- Peter Mengis (1769–1856), letzter Henker von Basel
- Franz Burckhardt (1805–1882), Mechanikus, Gründer der Maschinenfabrik Burckhardt (heute Burckhardt Compression)
- Carl Miville-Seiler (1921–2021), Politiker, Ständerat BS, Mundartautor